# Transdanubië

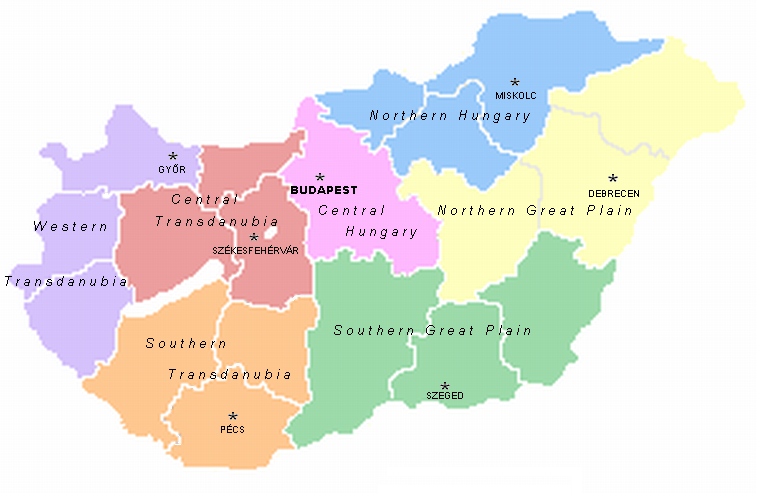
rood: Centraal Transdanubië
oranje: Zuid Transdanubië
paars: West Transdanubië

Transdanubië is de traditionele aanduiding voor het deel van Hongarije dat ten westen van de Donau ligt.
In het Latijn betekent Transdanubia 'over de Donau'. Vanuit het centrum van het land gerekend ligt het westen 'over de Donau'. De aanduiding wordt sinds de middeleeuwen gebruikt, de Romeinen spraken over Pannonia. De huidige Hongaarse aanduiding is Dunántúl.
Het gebied wordt soms verdeeld in een centraal, een westelijk en een zuidelijk deel, waarvan ieder weer uit drie comitaten (provincies) bestaat. 
- Centraal: Komárom-Esztergom, Pest en Fejér
- West: Vas, Veszprém en Zala
- Zuid: Somogy, Baranya en Tolna

In het midden van het gebied ligt het Balatonmeer. Vier comitaten grenzen aan het Balatonmeer: Zala, Veszprém, Fejér en Somogy.